# Business Class Magazine
«Business Class Magazine» (англ. Бізнес Клес Меґезін — «Журнал бізнес-класу») — український журнал.
Видається творчою агенцією «Аквамарин» з 2007 року українською (90 % обсягу) та англійською мовами 10 разів на рік накладом 15 000 екземплярів/номер. Розповсюджується в залах аеропорту «Бориспіль», в літаках, готелях, ресторанах, клубах, за передплатою та вроздріб.

## Тематика
Діловий досвід відомих фігур українського бізнесу, інтерв'ю з особистостями, що досягли значних успіхів в бізнесі, бізнес-рішення, коментарі практиків бізнесу на актуальні питання економіки та підприємництва, історії становлення українських компаній, а також матеріали про мистецтво та стиль життя.

## Місія журналу
Зробити публічним діловий досвід знакових фігур українського бізнесу та забезпечити читачів інформацією, що допоможе їм досягнути успіху у власному бізнесі та власній кар'єрі.
| Журнал | Це незавершена стаття про журнал. Ви можете допомогти проєкту, виправивши або дописавши її. |